# Campeonato Mundial de Vuelo Acrobático
El Campeonato del Mundo de Vuelo Acrobático (FAI World Aerobatic Championships) es una competición de acrobacia aérea que comenzó en 1960 en Bratislava,antigua Checoslovaquia.
A partir de entonces se adoptó el Diccionario Aerocriptográfico Aresti, y el trofeo que se entrega al ganador es la copa J.L Aresti, en honor al piloto acrobático español José Luis Aresti. Este campeonato es autorizado por la Federación Aeronáutica Internacional. Se compiten en las categorías de ilimitado y avanzado.

## Historia
El Campeonato Mundial de Vuelo Acrobático sustituyó al anterior Trofeo Lockheed (1955-1965) de estilo libre, menos sofisticado. El Lockheed Aerobatic Trophy fue creado en los años posteriores a la Segunda Guerra Mundial. Las reglas eran bastante simples: después de un disparo al aire, cada piloto tenía exactamente cinco minutos para mostrar que podía hacer con su avión antes de que finalizara su tiempo. Los jueces requerían ver un dibujo pintado en el cielo, de forma que independientemente de la aeronave que usaran los pilotos, cualquiera podía ganar. En 1960 se instauró el World Aerobatic Championships, donde se daba 4 minutos a cada piloto para realizar las figuras acrobáticas. A partir de 1961, la FAI adoptó la Notación Aresti.

## Palmarés

### Campeones en categoría ilimitado
A continuación se muestran los ganadores de la Copa Aresti.
| FAI WAC | Año  | Sede                              | Ganador ilimitado                          | Avión acrobático | Ganador estilo libre | Avión acrobático |
| ------- | ---- | --------------------------------- | ------------------------------------------ | ---------------- | -------------------- | ---------------- |
| 26º     | 2011 | Foligno, Italia                   | Mikhail Mamistov                           | Su-26M3          | Robert Holland       | MXS              |
| 25º     | 2009 | Silverstone, Reino Unido          | Renaud Ecalle                              | Extra EA 330SC   | Renaud Ecalle        | E330SC           |
| 24º     | 2007 | Burgos, España                    | Ramón Alonso                               | Su-31            | Zach Heffley         | Su 26            |
| 23º     | 2005 | Burgos, España                    | Sergey Rakhmanin                           | Su 26 M3         | Klaus Schrodt        | Extra 330 XS     |
| 22º     | 2003 | Lakeland, Florida, Estados Unidos | Sergey Rakhmanin                           | Su 31            | -                    | -                |
| 21º     | 2001 | Burgos, España                    | Mikhail Mamistov                           | Su-31            | Klaus Schrodt        | Extra 330 XS     |
| 20º     | 2000 | Muret, Francia                    | Eric Vazeille                              | CAP 232          | -                    | -                |
| 19º     | 1998 | Trencin, Eslovaquia               | Patrick Paris                              | CAP 232          | Dominique Roland     | CAP 232          |
| 18º     | 1996 | Oklahoma City, Estados Unidos     | Victor Chmal                               | Su 26            | Patrick Paris        | CAP 232          |
| 17º     | 1994 | Debrecin, Hungría                 | Xavier de Lapparent                        | CAP 231EX        | Yurgis Kairis        | Su-31            |
| 16º     | 1992 | Le Havre, Francia                 | Competición no completada debido al tiempo | -                | -                    | -                |
| 15º     | 1990 | Yverdon, Suiza                    | Claude Bessiere                            | CAP 231          | Yurgis Kairis        | Su 26M           |
| 14º     | 1988 | Red Deer, Canadá                  | Henry Haigh                                | Super Star       | Patrick Paris        | CAP 230          |

| FAI WAC | Año  | Sede                                     | Ganador              | País                          | Avión acrobático |
| ------- | ---- | ---------------------------------------- | -------------------- | ----------------------------- | ---------------- |
| 13º     | 1986 | South Cerney, Reino Unido                | Petr Jirmus          | Checoslovaquia                | Z-50 LS          |
| 12º     | 1984 | Békéscaba, Hungría                       | Petr Jirmus          | Checoslovaquia                | Z-50 LS          |
| 11º     | 1982 | Spitzerberg, Austria                     | Victor Smolin        | URSS                          | Yak 50           |
| 10º     | 1980 | Oshkosh, Estados Unidos                  | Leo Loudenslager     | Estados Unidos                | Laser 200        |
| 9º      | 1978 | Ceské Budéjovice, Checoslovaquia         | Ivan Tucek           | Checoslovaquia                | Z-50 L           |
| 8º      | 1976 | Kiev, URSS                               | Victor Letsko        | URSS                          | Yak 50           |
| -       | 1974 | No disputado                             | -                    | -                             | -                |
| 7º      | 1972 | Salon de Provence, Francia               | Charlie Hillard      | Estados Unidos                | Pitts S-1S 200   |
| 6º      | 1970 | Hullavington, Reino Unido                | Igor Egorov          | URSS                          | Yak-18PM         |
| 5º      | 1968 | Magdeburg, República Democrática Alemana | Erwin Bläske         | República Democrática Alemana | Z526A            |
| 4º      | 1966 | Moscú, URSS                              | Vladimir Martemianov | , URSS                        | Yak-18PM         |
| 3er     | 1964 | Bilbao, España                           | Tomás Castaño        | España                        | Zlin Z326 TM     |
| 2º      | 1962 | Budapest, Hungría                        | Josef Tóth           | Hungría                       | Z-226T           |
| 1.er    | 1960 | Bratislava, Checoslovaquia               | Ladislav Bezák       | Checoslovaquia                | Zlin 226A        |

### Campeones por equipos
En la clasificación por equipos se tienen en cuenta las puntuaciones de los tres mejores clasificados de cada país.
| FAI WAC | Año  | Sede                                     | Equipo Ganador                                          | País                          |
| ------- | ---- | ---------------------------------------- | ------------------------------------------------------- | ----------------------------- |
| 26º     | 2011 | Foligno, Italia                          | Mikhail Mamistov, Oleg Shpolyanskiy, Svetlana Kapanina  | Rusia                         |
| 25º     | 2009 | Silverstone, Reino Unido                 | Renaud Ecalle, Francois Le Vot, Pierre Varloteaux       | Francia                       |
| 24º     | 2007 | Burgos, España                           | Renaud Ecalle, Olivier Masurel, Matthieu Roulet         | Francia                       |
| 23º     | 2005 | Burgos, España                           | Sergey Rakhmanin, Oleg Shpolyanskiy, Svetlana Kapanina  | Rusia                         |
| 22º     | 2003 | Lakeland, Florida, Estados Unidos        | Sergey Rakhmanin, Svetlana Kapanina, Alexandre Krotov   | Rusia                         |
| 21º     | 2001 | Burgos, España                           | Mikhail Mamistov, Oleg Shpolyanskiy, Svetlana Kapanina  | Rusia                         |
| 20º     | 2000 | Muret, Francia                           | Eric Vazeille, Eddy Dussau, Catherine Maunoury          | Francia                       |
| 19º     | 1998 | Trencin, Eslovaquia                      | Nicolai Timofeev, Svetlana Kapanina, Victor Chmal       | Rusia                         |
| 18      | 1996 | Oklahoma City, Estados Unidos            | Viktor Chmal, Nicolai Timofeev, Svetlana Kapanina       | Rusia                         |
| 17      | 1994 | Debrecin, Hungría                        | Xavier De Lapparent, Patrick Paris, Dominique Roland    | Francia                       |
| 16      | 1992 | Le Havre, Francia                        | Competición no completada debido al tiempo              | -                             |
| 15      | 1990 | Yverdon, Suiza                           | Claude Bessiere, Patrick Paris, Jean-Paul Mondiere      | Francia                       |
| 14      | 1988 | Red Deer, Canadá                         | Henry Haigh, Kermit A Weeks, Clint McHenry              | Estados Unidos                |
| 13      | 1986 | South Cerney, Reino Unido                | Victor Smolin, Nikolai Nikitiuk, Sergei Boriak          | URSS                          |
| 12      | 1984 | Békéscaba, Hungría                       | Kermit Weeks, Henry Haigh, Alan Bush                    | Estados Unidos                |
| 11      | 1982 | Spitzerberg, Austria                     | Viktor Smolin, Nikolai Nikitiuk, Yurgis Kairis          | URSS                          |
| 10      | 1980 | Oshkosh, Estados Unidos                  | Leo Loudenslager, Henry Haigh, Kermit A Weeks           | Estados Unidos                |
| 9       | 1978 | Ceské Budéjovice, Checoslovaquia         | Ivan Tucek, Jirí Pospísil, Daniel Polonec               | Checoslovaquia                |
| 8       | 1976 | Kiev, URSS                               | Leo Loudenslager, Henry Haigh, Kermit Weeks             | Estados Unidos                |
| 7       | 1972 | Salon de Provence, Francia               | Charles Hillard, Gene Soucy, Tom Poberezny              | Estados Unidos                |
| 6       | 1970 | Hullavington, Reino Unido                | Svetlana Savitskaya, Zinaida Lizunova, Lidia Leonova    | URSS                          |
| 5       | 1968 | Magdeburg, República Democrática Alemana | Erwin Bläske, Monika Schösser (Fleck), Peter Kahle      | República Democrática Alemana |
| 4       | 1966 | Moscú, URSS                              | Vladimir Piskunov, Vadim Ovsyankin, Vitold Pochernin    | URSS                          |
| 3       | 1964 | Bilbao, España                           | Ladislav Bezák, Ladislav Trebatický, Frantisek Skácelík | Checoslovaquia                |
| 2       | 1962 | Budapest, Hungría                        | József Tóth, Sándor Katona, Péter Fejes                 | Hungría                       |
| 1       | 1960 | Bratislava, Checoslovaquia               | Ladislav Bezák, Jirí Bláha, Frantisek Skácelík          | Checoslovaquia                |